# Sofja Samodurowa
Sofja Wiaczesławowna Samodurowa, ros. Софья Вячеславовна Самодурова (ur. 30 lipca 2002 w Krasnojarsku) – rosyjska łyżwiarka figurowa, startująca w konkurencji solistek. Mistrzyni Europy (2019), medalistka zawodów z cyklu Grand Prix.

## Osiągnięcia

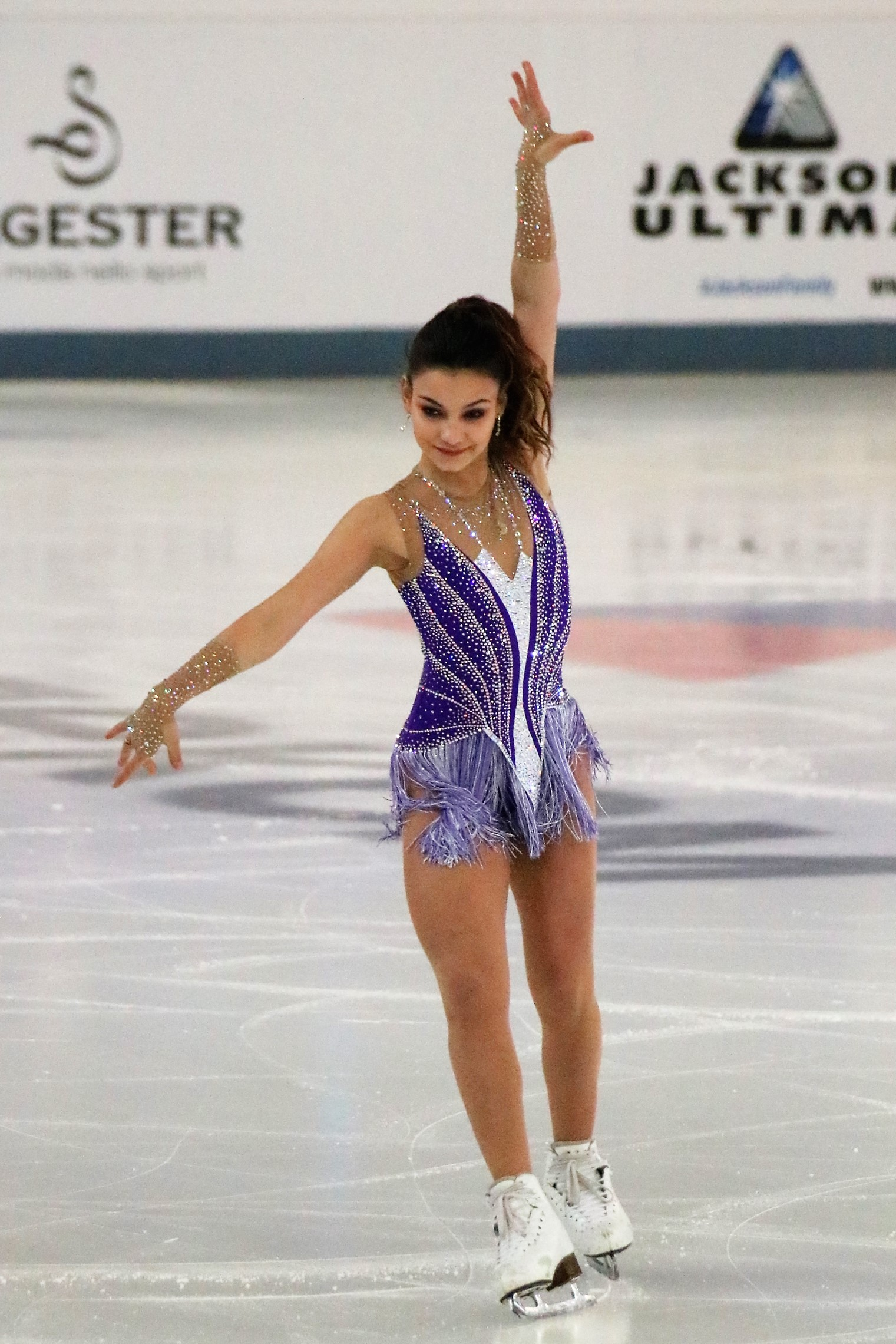
Samodurowa na mistrzostwach Rosji 2019

| Zawody                                | 14–15          | 15–16          | 16–17          | 17–18          | 18–19          | 19–20          | 20–21          | 21–22          |                |                |                |                |                |                |                |                |                |
| Międzynarodowe                        | Międzynarodowe | Międzynarodowe | Międzynarodowe | Międzynarodowe | Międzynarodowe | Międzynarodowe | Międzynarodowe | Międzynarodowe | Międzynarodowe | Międzynarodowe | Międzynarodowe | Międzynarodowe | Międzynarodowe | Międzynarodowe | Międzynarodowe | Międzynarodowe | Międzynarodowe |
| ------------------------------------- | -------------- | -------------- | -------------- | -------------- | -------------- | -------------- | -------------- | -------------- | -------------- | -------------- | -------------- | -------------- | -------------- | -------------- | -------------- | -------------- | -------------- |
| Mistrzostwa świata                    |                |                |                |                | 8              |                |                |                |                |                |                |                |                |                |                |                |                |
| Mistrzostwa Europy                    |                |                |                |                | 1              |                |                |                |                |                |                |                |                |                |                |                |                |
| GP Finał Grand Prix                   |                |                |                |                | 5              |                |                |                |                |                |                |                |                |                |                |                |                |
| GP Cup of China                       |                |                |                |                |                | 5              |                |                |                |                |                |                |                |                |                |                |                |
| GP NHK Trophy                         |                |                |                |                |                | 6              |                |                |                |                |                |                |                |                |                |                |                |
| GP Rostelecom Cup                     |                |                |                |                | 2              |                | 7              |                |                |                |                |                |                |                |                |                |                |
| GP Skate America                      |                |                |                |                | 3              |                |                |                |                |                |                |                |                |                |                |                |                |
| GP Gran Premio d’Italia               |                |                |                |                |                |                | 7              |                |                |                |                |                |                |                |                |                |                |
| CS Lombardia Trophy                   |                |                |                |                | 2              | 6              |                |                |                |                |                |                |                |                |                |                |                |
| CS Minsk-Arena Ice Star               |                |                |                |                |                | 1              |                |                |                |                |                |                |                |                |                |                |                |
| CS Golden Spin Zagrzeb                |                |                |                |                |                | 4              |                |                |                |                |                |                |                |                |                |                |                |
| Międzynarodowe: Kategorie młodzieżowe |                |                |                |                |                |                |                |                |                |                |                |                |                |                |                |                |                |
| JGP Finał                             |                |                |                | 6              |                |                |                |                |                |                |                |                |                |                |                |                |                |
| JGP w Chorwacji                       |                |                |                | 1              |                |                |                |                |                |                |                |                |                |                |                |                |                |
| JGP w Japonii                         |                |                | 4              |                |                |                |                |                |                |                |                |                |                |                |                |                |                |
| JGP we Włoszech                       |                |                |                | 1              |                |                |                |                |                |                |                |                |                |                |                |                |                |
| Triglav Trophy                        |                |                | 2 J            |                |                |                |                |                |                |                |                |                |                |                |                |                |                |
| NRW Trophy                            |                | 2 AN           |                |                |                |                |                |                |                |                |                |                |                |                |                |                |                |
| Krajowe                               |                |                |                |                |                |                |                |                |                |                |                |                |                |                |                |                |                |
| Mistrzostwa Rosji                     |                |                | 9              | 11             | 6              | 9              | 10             | 11             |                |                |                |                |                |                |                |                |                |
| Mistrzostwa Rosji juniorów            | 16 J           | 6 J            | 12 J           |                |                |                |                |                |                |                |                |                |                |                |                |                |                |
| Zawody zespołowe                      |                |                |                |                |                |                |                |                |                |                |                |                |                |                |                |                |                |
| World Team Trophy                     |                |                |                |                | 3 T 5 P        |                |                |                |                |                |                |                |                |                |                |                |                |